# .lt
.lt is het achtervoegsel van domeinnamen van Litouwen.